# Józef Budek
Józef Budek – żołnierz Batalionów Chłopskich, komendant obwodu Siedlce Okręgu Lublin tej organizacji.

## Życiorys
Dokładna data ani miejsce urodzenia Józefa Budka nie są znane. Wiadomo, że w młodości mieszkał we wsi Niwiski. Był synem rolników. Już jesienią 1939 podejmował działalność podziemną. W późniejszym okresie wstąpił do Chłopskiej Organizacji Wolności „Racławice”. W marcu 1941 objął stanowisko komendanta obwodu siedleckiego BCh, a w październiku 1943 wszedł w skład kierownictwa SL „Roch” na terenie powiatu siedleckiego. Jego powojenne losy pozostają nieznane.